# Elektrisk modstand (elektronisk komponent)
 For alternative betydninger, se Modstand. (Se også artikler, som begynder med Modstand)
 For alternative betydninger, se Elektrisk modstand. (Se også artikler, som begynder med Elektrisk modstand)
Den fysiske elektroniske komponent en elektrisk modstand, resistor er designet til at have en resistans (fysisk størrelse i ohm), som er uafhængig af den elektriske strøm igennem modstanden og dens temperatur. 
Den fysiske komponent er påstemplet eller farvekodet med:
- Modstandens resistans design mål – f.eks. 10 kΩ, 2,2 kΩ eller 82 Ω. De design mål værdier modstande kan fås i er f.eks. E12 (typisk 5%), E24 og E48.
- Modstandens design tolerance – f.eks. ±5%, ±1% eller ±0,1%.
- Samt i visse tilfælde modstandens temperaturafhængighedsinterval – f.eks. ±100 ppm, ±50 ppm....

Herudover har en modstand følgende elektriske grænser:
- En modstand kan tåle en maksimal temperatur. Ved en omgivelsestemperatur på (20...25 °C) kan små modstande tåle en afsat effekt på f.eks. 0,25 watt eller 0,5 watt (laveffektmodstande).

- Almindelige laveffektmodstande kan normalt maksimalt tåle ca. 200 volt over sig.

## Længere forklaring

### Definition af ohmsk elektrisk modstand
En elektronisk komponent er ohmsk, hvis den har en resistans, som er uafhængig af den elektriske strøms størrelse igennem den og strømmens frekvens og retning.

#### Målekrav
Her er det underforstået at temperatur og andre fysiske størrelser, der måtte påvirke resistansen holdes konstant, mens resistansen måles.

## Hvordan virker en modstand
En modstand omsætter elektrisk energi til varme og evt. lys. En modstand opfører sig derfor som en transducer.

## Modstandstyper

### Modstande som er uafhængige af temperaturen
De fleste anvendte elektriske modstande bliver designet til, at deres elektriske modstand i høj grad er uafhængig af alle fysiske almindeligt forekommende påvirkninger.
De fleste modstande er lavet af kulstof (grafitfilm) eller metalfilm som er pålagt en porcelæn-cylinder/rør.
Modstande kan også være lavet af kanthaltråd eller konstantantråd. Disse metal legeringer er designet til at være stort set uafhængige af temperaturen.
Følgende elektriske apparater indeholder effektmodstande, der først og fremmest er designet til at afgive varme:
- Kaffemaskine
- Brødrister
- elektrisk-radiator (elradiator)
- Dypkoger/vandkoger
- Espressomaskine
- Akvarievarmelegeme
- Varmetæppe
- Sædevarmer i f.eks. biler.
- Loddekolbe

### Variable modstande
Nogle modstande designes til at kunne have en variabel værdi, som funktion af drejning (potentiometer, trimmepotentiometer) eller forskydning (skydemodstand).

### Temperaturafhængige modstande – termistorer
Modstande, hvis elektriske modstand stiger med temperaturen, kaldes PTC (Positive Temperature Coefficient)-modstande. Der findes også NTC (Negative Temperature Coefficient)-modstande, hvis modstand falder ved stigende temperatur.

### Lysafhængige modstande
Modstande, hvis elektriske modstand er afhængig af belysning kaldes en LDR (Light Dependent Resistor)-modstand. LDR-modstande bliver designet til at reagere på lys i forskellige intervaller af det elektromagnetiske spektrum.

## En modstand der afgiver lidt lys – glødepære
En glødepære eller en glødelampe er faktisk en modstand, der er designet til at kunne klare høje temperaturer (ca. 2500 °C). Glødepærer omdanner elektrisk energi til elektromagnetisk energi. Noget af den elektromagnetisk energi er synligt lys – ca.3%. Resten er infrarød (IR) varme energi. Glødetråden er lavet af et stof som er elektrisk ledende og som kan tåle høje temperaturer; f.eks. grundstoffet wolfram.
En halogenpære kan klare lidt højere glødetrådstemperatur og den afgiver op til 6% lys af den tilførte elektriske effekt.